# Hörröds kyrka
Hörröds kyrka är en kyrkobyggnad i Kristianstads kommun som tillhör Degeberga-Everöds församling i Lunds stift. Tidigare hade man en annan kyrkobyggnad, men av den återstår bara grunden och en ödekyrkogård.

## Kyrkobyggnaden
Redan 1832 beslöts att riva den medeltida kyrkan och uppföra en ny. Samma år gavs tillstånd att upptaga rikskollekt för detta bygge men insamlade medel räckte inte till. Först 1855 uppgick kyrkkassan till ca 7000 riksdaler och arbetet kunde igångsättas.  Den nya kyrkan uppfördes 1856-1858 i nyromantisk stil efter ritningar av Albert Törnqvist. Vid grundläggningen 1856 använde man sig av en gammal sedvänja då man begravde en levande tupp. Enligt Kulturen i Lunds skapare Georg J:son Karlin var detta sista gången man använde denna urgamla rit i en svensk kyrka.
Kyrkans exteriör karaktäriseras av färgsättningen i gulrött, kimröksgrått och vitt. Dessa kulörer är de ursprungliga och framkom vid en renovering 1997. Församlingen valde att återställa de gamla kulörerna, något som Riksantikvarieämbetet gick med på.

## Inventarier
Vid den medeltida kyrkans rivning bortsåldes eller förstördes merparten av det gamla lösöret och den gamla inredningen. Dopfunten överfördes dock till den nya kyrkan. Den härstammar från 1200-talets första hälft och är lika gammal som den tidigare kyrkan. Den har utförts av Maglehemsgruppen. Andra föremål som togs tillvara var kyrkklockorna, altarstakarna och några altarskulpturer. Här ses bland annat Paulus med svärdet och Petrus med himmelrikets nycklar. I Lunds Universitets historiska museum finns dessutom tre skulpturer från altaruppsatsens bildmotiv bevarade. Dessa är daterade till slutet av 1400-talet eller omkring 1500. Den gamla predikstolen med sin baldakin från 1603 såldes på auktion och de rika dekorerna och skulpturerna uppstyckades och såldes sedan var för sig. I dag finns endast ett mindre fragment bevarat i Kulturens samlingar.
Pär Siegård utförde målningar på korväggen 1958.

### Orgel
Den nuvarande orgeln byggdes 1893 av Knud Olsen, Köpenhamn och är en mekanisk orgel.
| Manual            | Pedal   |
| Borduna 16´       | Bihängd |
| Principal 8'      |         |
| Gedakt 8'         |         |
| Viola di Gamba 8' |         |
| Octav 4'          |         |
| Octav 2'          |         |